# Keesingia
Keesingia is een geslacht van neteldieren uit de familie van de Alatinidae.

## Soort
- Keesingia gigas Gershwin, 2014